# Chorthippus karatavicus
Chorthippus karatavicus är en insektsart som beskrevs av Bei-bienko 1936. Chorthippus karatavicus ingår i släktet Chorthippus och familjen gräshoppor. Inga underarter finns listade i Catalogue of Life.